# Playden
Playden is een civil parish in het bestuurlijke gebied Rother, in het Engelse graafschap East Sussex met 340 inwoners.